# Baicalina tallingi
Baicalina tallingi är en nattsländeart som beskrevs av Rozhkova 1996. Baicalina tallingi ingår i släktet Baicalina och familjen Apataniidae. Inga underarter finns listade i Catalogue of Life.